# Kalifornisk rullstil
Kalifornisk rullstil är en teknik inom höjdhopp, som utvecklades av amerikanen George Horine som hoppade 2,01 m år 1912. Hans teknik varade till och med 1932 då James Stewart kom på dykstilen och hoppade 2,03 m.